# Coenotes minimus
Coenotes minimus är en fjärilsart som beskrevs av Misk. 1891. Coenotes minimus ingår i släktet Coenotes och familjen svärmare. Inga underarter finns listade i Catalogue of Life.